# Flumen Junius
Flumen Junius, pseudônimo de Ernesto Augusto de Souza e Silva Rio, (? - Rio de Janeiro, 28 de fevereiro de 1905), foi um artista plástico, ilustrador, poeta e contista brasileiro.

## Biografia
Sua data de nascimento não consta nos registros, mas seu falecimento se deu no Rio de Janeiro, em 28 de fevereiro de 1905. Seus primeiros trabalhos foram publicados na revista Semana Illustrada, em fevereiro de 1861, em sua seção “Elegantes e Jarretas", e a partir de então passa a ser o mais importante colaborador de Fleiuss na revista. Depois, ilustrou edições do Bazar Volante até 1867, onde criticou a escravidão no país e apontou as contradições e problemas que ela possuía. Colaborou também n’O Mosquito, tornando-se ilustrador oficial da revista em agosto de 1870, em sua 48ª edição. Quando deixa O Mosquito, passa a ajudar Faria, outro grande ilustrador, n’A Vida Fluminense, inaugurada em 1868 e que seguiu por 412 números até 1875. Os temas das litografias de Flumen Junius eram muitas vezes políticos e sociais, criticando e denunciando a situação do país na época, sempre com um tom jocoso. Diferente de outros ilustradores da época, Junius assinava seus trabalhos, já que o pseudônimo e seu status na corte garantiam-lhe que não sofreria fortes retaliações por suas opiniões críticas.